# Zaccheo (nome)
Zaccheo  è un nome proprio di persona italiano maschile.

## Varianti
- Maschili: Zacheo[2], Zacai[2]

### Varianti in altre lingue
- Catalano: Zaqueu[3]
- Ebraico: זַכָּי (Zakkay)[4]
- Francese: Zachée
- Greco biblico: Ζακχαῖος (Zakkhaios)[5]
- Latino: Zacchaeus, Zachæus[2], Zachai[2]
- Lituano: Zachiejus
- Norvegese: Sakkeus
- Olandese: Zacheüs
- Polacco: Zacheusz
- Portoghese: Zaqueu
- Russo: Закхей (Zakchej)
- Serbo: Захеј (Zachej)
- Spagnolo: Zaqueo[3]
- Tedesco: Zachäus
- Ucraino: Закхей (Zakchej)
- Ungherese: Zakeus

## Origine e diffusione

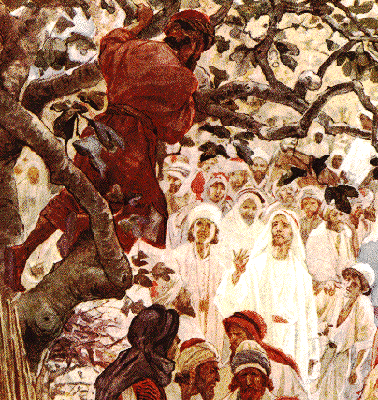
Zaccheo viene chiamato giù dall'albero, di William Hole

Deriva dall'ebraico זַכָּי (Zakkay), che significa "puro", "innocente", "nitido"; secondo altre fonti sarebbe in realtà un ipocoristico di Zaccaria.
È portato, nel Nuovo Testamento, dal pubblicano di Gerico Zaccheo, che si arrampicò sul sicomoro per poter vedere Gesù; nella Bibbia si conta poi un'altra manciata di personaggi con questo nome. Diffuso soprattutto nella provincia di Milano, il suo uso è sostenuto anche dal culto verso i santi che lo hanno portato.

## Onomastico
L'onomastico si può festeggiare in memoria di tre differenti santi, nei giorni seguenti:
- 20 agosto (o altre date), san Zaccheo, pubblicano citato nel Vangelo[8]
- 23 agosto, san Zaccheo, vescovo di Gerusalemme[3][8][9]
- 17 novembre, san Zaccheo, martire assieme a sant'Alfio a Cesarea marittima[8][9]

## Persone
- Zaccheo, vescovo di Gerusalemme

### Variante Zaccheus
- Zaccheus Daniel, astronomo statunitense

## Il nome nelle arti
- Zaccheo è un personaggio della fiaba di Ernst Theodor Amadeus Hoffmann Il piccolo Zaccheo detto Cinabro.